# Maripa janusiana
Maripa janusiana är en vindeväxtart som beskrevs av D.F. Austin. Maripa janusiana ingår i släktet Maripa och familjen vindeväxter. Inga underarter finns listade i Catalogue of Life.